# Podlažický klášter
Podlažický klášter byl benediktinský klášter založený ve 12. století a zničený v roce 1421 husity. Nacházel se ve vesnici Podlažice, která je místní částí Chrasti u Chrudimi v Pardubickém kraji.

## Historie
Poprvé je klášter připomínán roku 1159 ve spojení se šlechticem Vrbatou, který jej dal postavit, ale výstavba začala pravděpodobně před rokem 1150. Nekrologium kláštera uvádí jako zakladatele a donátora jistého šlechtice Vrbatu z Kostelce. Mniši sem byli vysláni pravděpodobně opatem kláštera v Opatovicích nad Labem. První opat se jmenoval Hugo a je znám jako svědek z listiny datované rokem 1160.

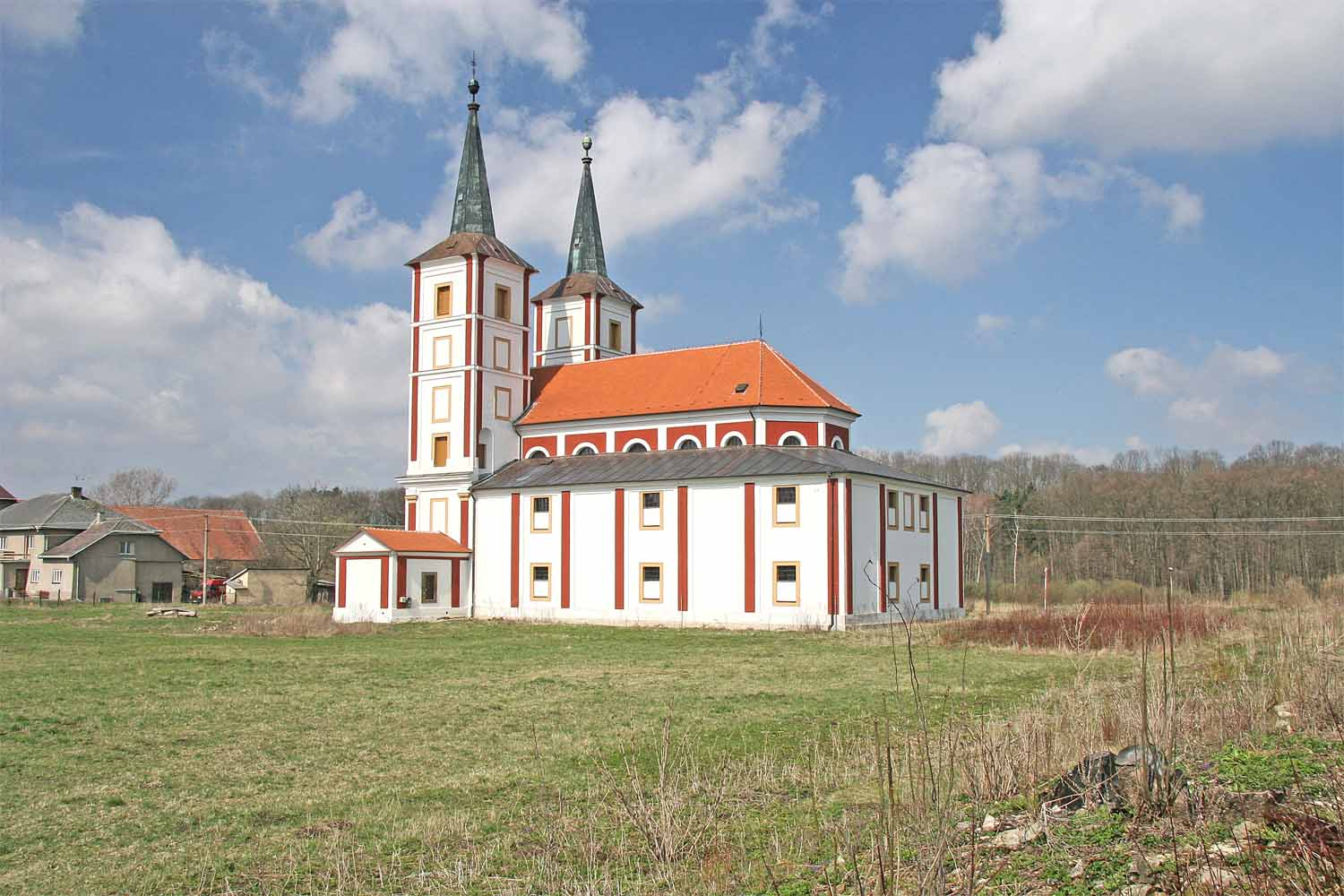
Barokní kostel svaté Markéty postavený v místech bývalého kláštera

Původní podlažický benediktinský dům lze patrně interpretovat jako podvojný klášter založený v duchu hirsauské klášterní reformy. Podvojné kláštery, v nichž působili mniši bok po boku s řeholnicemi (v oddělených sídelních areálech a s minimálním rozsahem styků), jsou příznačným jevem 11.–12. století. Začaly vznikat v 11. století a od poloviny 12. století ustupovaly a postupně zanikly. Sesterské konventy neměly právní subjektivitu a veškerý jejich provoz se řídil ustanoveními platnými pro zřizovatelský ústav mužský. Doložit je představuje obvykle poměrně obtížný problém, protože v písemných pramenech se objevují velmi zřídka. Větší naději lze vkládat do pramenů ikonografických, i když ani ty nejsou hojné. Spolehnout se lze zpravidla právě na nekrologia, ve kterých jsou řeholnice vyznačeny specifickými termíny včetně pojmu „soror“.
Kolem roku 1350 žilo v klášteře dvacet mnichů. Klášter byl zničen husitskými vojsky při tažení do východních Čech na jaře 1421 a již nebyl obnoven. Přesto ještě roku 1448 po smrti opata Jana jmenoval papež novým (zřejmě jen titulárním) opatem Bonifáce z Volkenštejna.
Jádro Chrasteckého panství, které původně náleželo klášteru, se v 17. století stalo základem majetku královéhradecké diecéze (založena 1664). Třetí hradecký biskup Jan František Kryštof z Talmberka inicioval výstavbu nového barokního kostela sv. Markéty Antiochijské, který byl vystavěn v letech 1696–1721 na místě původního kostela a ve kterém byl biskup roku 1698 pochován.

## Zachované památky

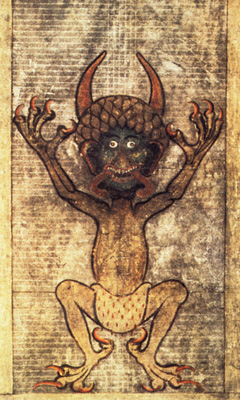
Ďábel na stránce Codexu Gigas z Podlažic

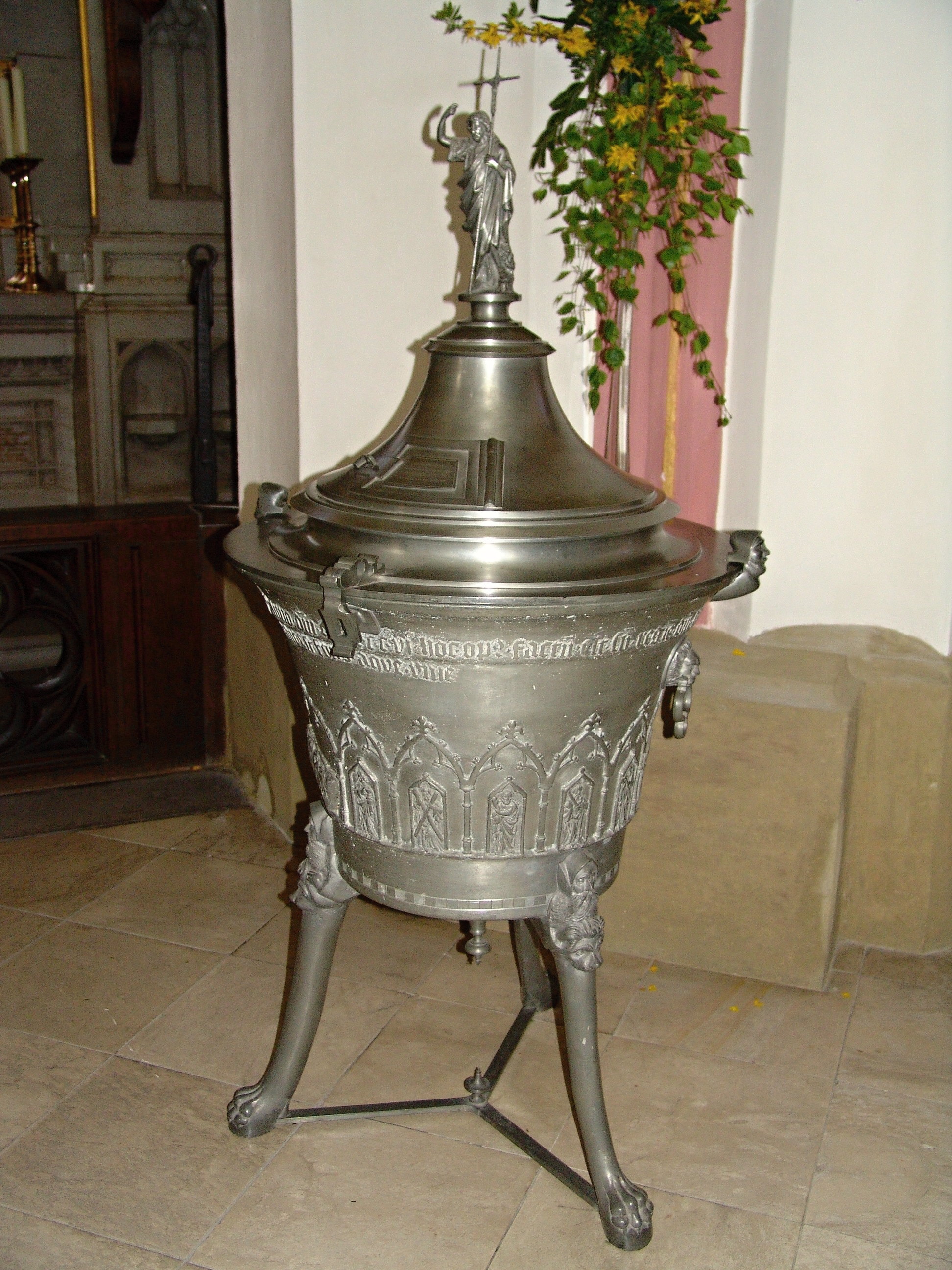
Křtitelnice z roku 1406

- Architektonické články a jejich zlomky
- Keramika a její zlomky (dlaždice, kachle, střešní krytina)
- Inventář hrobů (všechny výše uvedené archeologické nálezy jsou uloženy v muzeu v Chrudimi
- Codex gigas, sepsaný a iluminovaný ve skriptoriu podlažického kláštera. Jedna z největších rukopisných knih světa se snažila shrnout „celé“ tehdejší vědění. Podle celostranného vyobrazení ďábla se také nazývá Ďáblova bible.
- Cínová křtitelnice[1] z roku 1406, dnes užívaná v katedrále svatého Ducha v Hradci Králové.

## Archeologický výzkum
Zaniklé klášterní budovy se nacházely jižně a jihozápadně od kostela na dnes prázdné ploše. Trojlodní klášterní kostel byl oproti současnému téměř o polovinu delší, lodi byly delší v západním směru.
Archeologické výzkumy zde proběhly již v letech 1834 a 1908–1909 se souhlasem biskupů Karla Hanla a Josefa Doubravy. Při dalším výzkumu Jana Frolíka v roce 2004 bylo nalezlo šest desítek mužských, ženských a dětských hrobů. Zůstává nejasné, proč byly ženy a děti pohřbívány v mužském klášteře. Dva z dětských hrobů byly nalezeny přímo v rajském dvoře kláštera. Nabízejí se tři možnosti vysvětlení tohoto jevu:
1. Do areálu kláštera pohřbívali lidé z přilehlé vesnici Podlažice, nejbližší kostel byl vzdálen cca 1 km.
2. Do areálu se mohli pohřbívat donátoři kláštera či lidé s klášterem nějak spjatí. Mezi nimi byly samozřejmě i ženy a jejich děti.
3. V klášteře se začalo pohřbívat hned po jeho zničení v roce 1421 a tedy v době, kdy ještě nedošlo k většímu poškození.

V souvislosti s natáčením filmu Ďáblova lest, v němž hrají podstatnou roli i kostel a Codex gigas, proběhl další archeologický výzkum zbytků kláštera.